# José Manzanedo
José Luis Fernández Manzanedo (Burgos, España, 10 de febrero de 1956) es un exfutbolista español. Jugó de portero y su primer equipo fue el Burgos CF.

## Biografía
José Luis Fernández Manzanedo llegó al Burgos CF como una firme promesa de 17 años en 1973. Tras cuatro temporadas en el club, Marcel Domingo, entrenador del Valencia CF, le fichó para el equipo che donde permaneció desde la 77 hasta la 85. Vivió su mejor momento en el 79 donde fue trofeo Zamora y consiguió la Copa. En la 85-86 jugó en el Real Valladolid para recalar luego en el Sabadell antes de retirarse en la Cultural Leonesa en 1992.

### Selección nacional
Fue internacional con la Selección de fútbol de España convocado por Kubala el 21 de septiembre de 1977 en un partido disputado ante Suiza en Berna.

## Clubes
| Club             | País   | Año       |
| ---------------- | ------ | --------- |
| Burgos CF        | España | 1973-1977 |
| Valencia CF      | España | 1977-1985 |
| R. Valladolid CF | España | 1985-1986 |
| Sabadell         | España | 1986-1989 |
| Cultural Leonesa | España | 1989-1992 |

## Palmarés

### Campeonatos nacionales
| Título       | Club        | País   | Año  |
| ------------ | ----------- | ------ | ---- |
| Copa del Rey | Valencia CF | España | 1979 |

### Campeonatos internacionales
| Título           | Club        | País   | Año  |
| ---------------- | ----------- | ------ | ---- |
| Recopa de Europa | Valencia CF | España | 1980 |

### Distinciones individuales
Trofeo Zamora: 1978-79 (26 goles con el Valencia CF)